# 大連國際貿易中心
大連國際貿易中心（英語：Dalian International Trade Center）是一棟位於中華人民共和國遼寧省大連的超高層摩天大樓，由大连市建筑设计研究院有限公司設計。
大樓於2003年開始興建，于2019年完工，大樓完工後預計建築高度為370公尺（1,210英尺），地上86層，地下7層。，大樓完工後將成為中華人民共和國前20高摩天大樓其中之一。

## 對外聯結
- 大连国贸中心大厦在Emporis資料 Archive.today的存檔，存档日期2013-02-15
- 大连国贸中心大厦在SkyscraperPage資料 （页面存档备份，存于）